# Virkestork

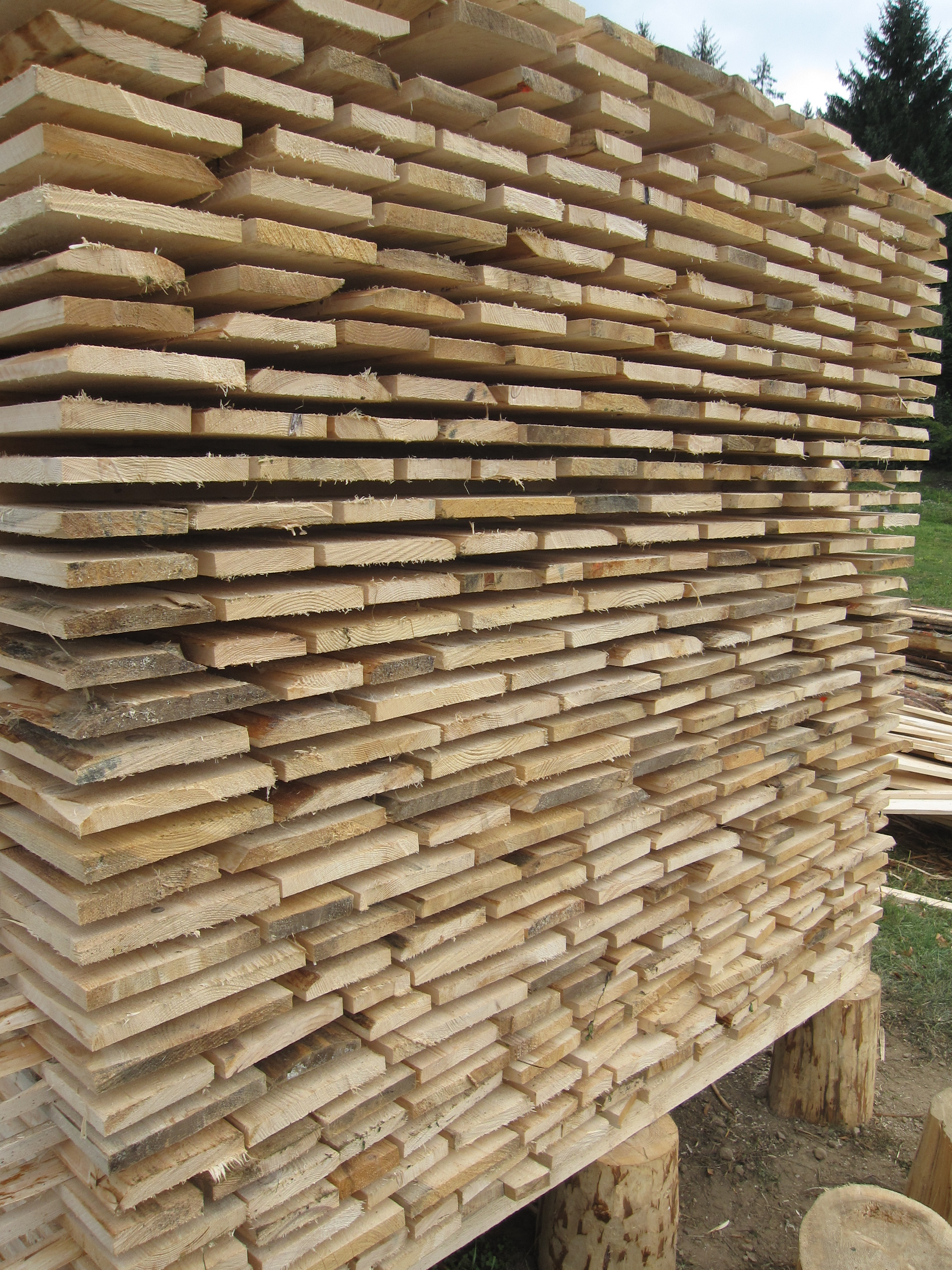
Staplade brädor som lufttorkas

En virkestork är en anläggning som torkar virke efter sågning på ett sågverk, varvid torkning sker i flera steg till brädgårdstorrt virke med en fuktkvot av cirka 15 till 18 %.

## Torkning av trä
Nyligen sågat virke innehåller en stor mängd fritt vatten, mängden kan variera mellan cirka 25 och 30 % som är fibermättnad av de flesta träslag. Nysågat virke som inte tas om hand och ströas inför torkning blir förstört av blånadssvampar, eller kan få ett förstadium till svampangrepp. Trä krymper vid torkning, mest på tangentiella riktningen och mindre på radiell. Träets elasticitet och hållfasthet ökar med virkets grad av torkning.
Den efterföljande torkningen sker i träindustrier och snickerier. Virkestorkning är en kostnadskrävande metod ur energisynpunkt, de senare årens nyare teknik kan spara energi. Tidigare torkades allt virke utomhus eller i stora luftiga hallar innan leverans till industri eller annan slutanvändare samt för export. Vid ströläggning vid virkessorteringen läggs en läkt tvärs över med vissa mellanrum i längsled, lodrätt över varandra i virkestraven eller stabben. Numera finns det maskiner som lägger strö vid ströläggning på ett större sågverk.
Torkning utförs under noggrant kontrollerade former i en torkanläggning, dagens torkar har en temperatur i kammaren på 90°- 120°. 
Två typer är kammartork och vandringtork.